# Ндоле
Ндоле́ (фр. Ndolé) — камерунська назва їстівних видів вернонії, а також страва, приготована з їх їстівних частин — листя, яке їдять зеленими або, рідше, сушать.

## Походження
Вернонія є ендемічним чагарником, який ростее на південному заході Камеруну та у сусідній Нігерії, що вирощується в садах через його листя, які служать основою національної страви Камеруну (принаймні на узбережжі країни), також званого «ндоле». Знакова королівська страва Камеруну, листя і коріння якого також вважаються лікувальними. Африканці та канадці африканського походження вважають, що вернонія виліковує COVID-19, хоча наукових доказів цього факту немає

## Рослина
Ндоле належить до родини айстрові (Compositae) і відповідає видам Vernonia amygdalina, Vernonia hymenolepis і Vernonia calvoana. В англомовних країнах, таких як Нігерія, ндоле відома як bitter leaves («гірке листя»). Рослина відома як конго бололо в Демократичній Республіці Конго, ндоле в Камеруні, авоноо в Гані та когопо або ананго в Кот-д'Івуарі.

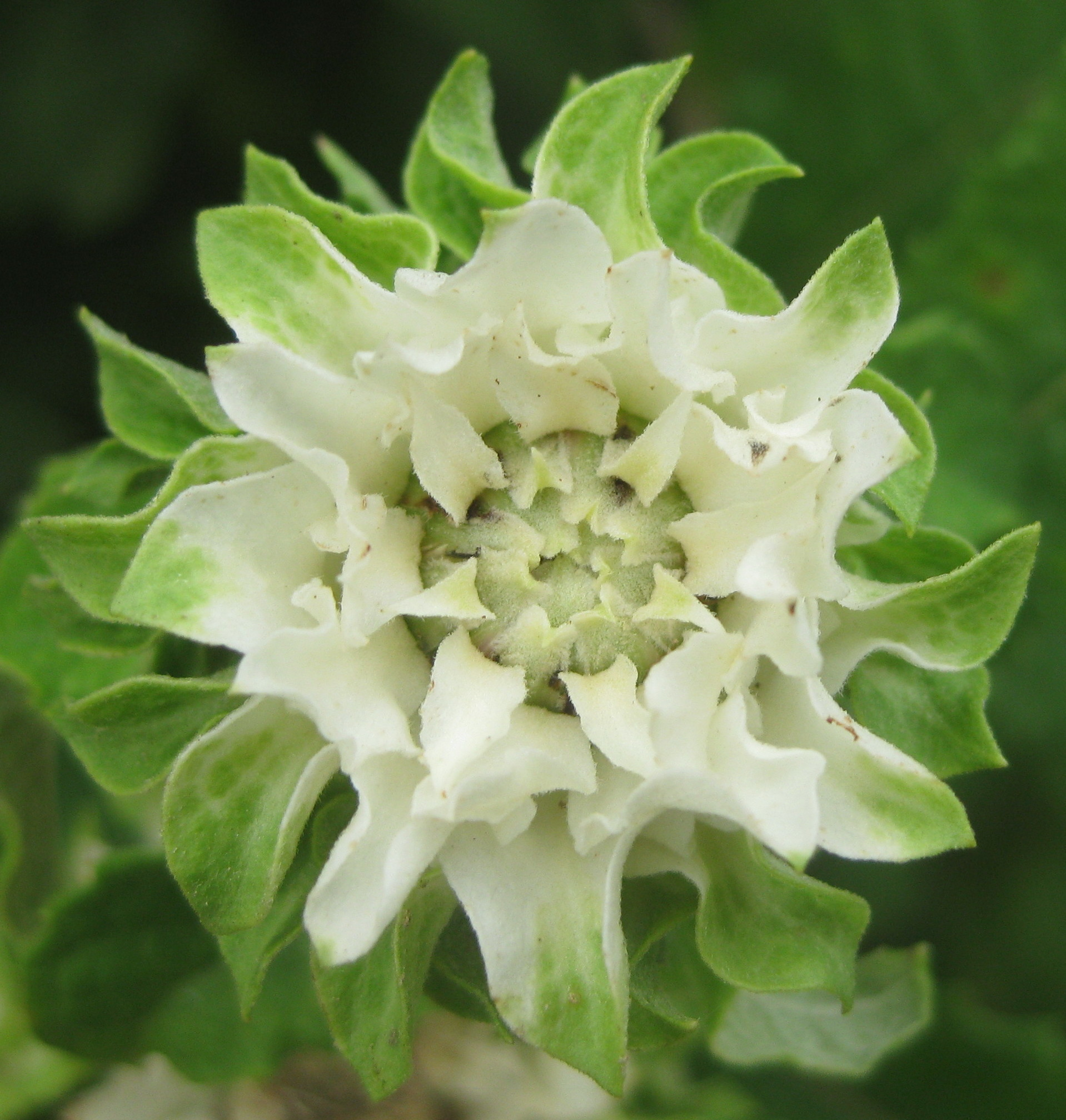
Vernonia calvoana

Це дикий чагарник екваторіального лісу, ендемічний для вологих гірських районів західно-центральної Африки, але в основному це рослина, що вирощується на полікультурах та присадибних ділянках у Нігерії та Камеруні.
Ця багаторічна трав'яниста рослина утворює кущ або невелике дерево, яке може досягати висоти кількох метрів. При штучному вирощуванні виробники зазвичай підрізають стебла після кожного збирання листя, щоб забезпечити повторне зростання. Листя ланцетної форми, досить довгі і більш менш широкі, залежно від сорту, з дуже вираженою гіркотою, квітки дрібні та білі.
Рослина віддає перевагу певній висоті з температурою близько 30 °C і вимагає багато води, тому пік виробництва припадає на сезон дощів (з травня по серпень в Камеруні). Два або три врожаї на рік отримують при зрошенні, рослині потрібно від 4 до 8 тижнів для появи їстівного листя після посіву або пересадки, а оновлення рослин проводиться регулярно. Листя збирають молодими— до того, як вони стануть жорсткими.
Виробництво ндоле в Камеруні оцінюється в кілька десятків тисяч тонн, вирощування займаються поблизу місць споживання (наприклад, плантації поблизу Дуали) через транспортні проблеми, пов'язані з обсягом і тим, що листя швидко в'яне і псується. Частина продукції також йде до Нігерії, 4-5 тонн у сушеному чи замороженому вигляді експортуються до африканських громад Європи. Їдять листя, готуючи їх з арахісовою пастою (густий соус).
Вважається, що рослина володіє лікувальними властивостями: листя та коріння використовуються для виведення гельмінтів та інших кишкових паразитів, при хворобливих менструаціях, малярії, або невралгічних головних болях. Стаття про цінні якості лікарської рослини опублікована Національним центром біотехнологічної інформації США.

## Страва

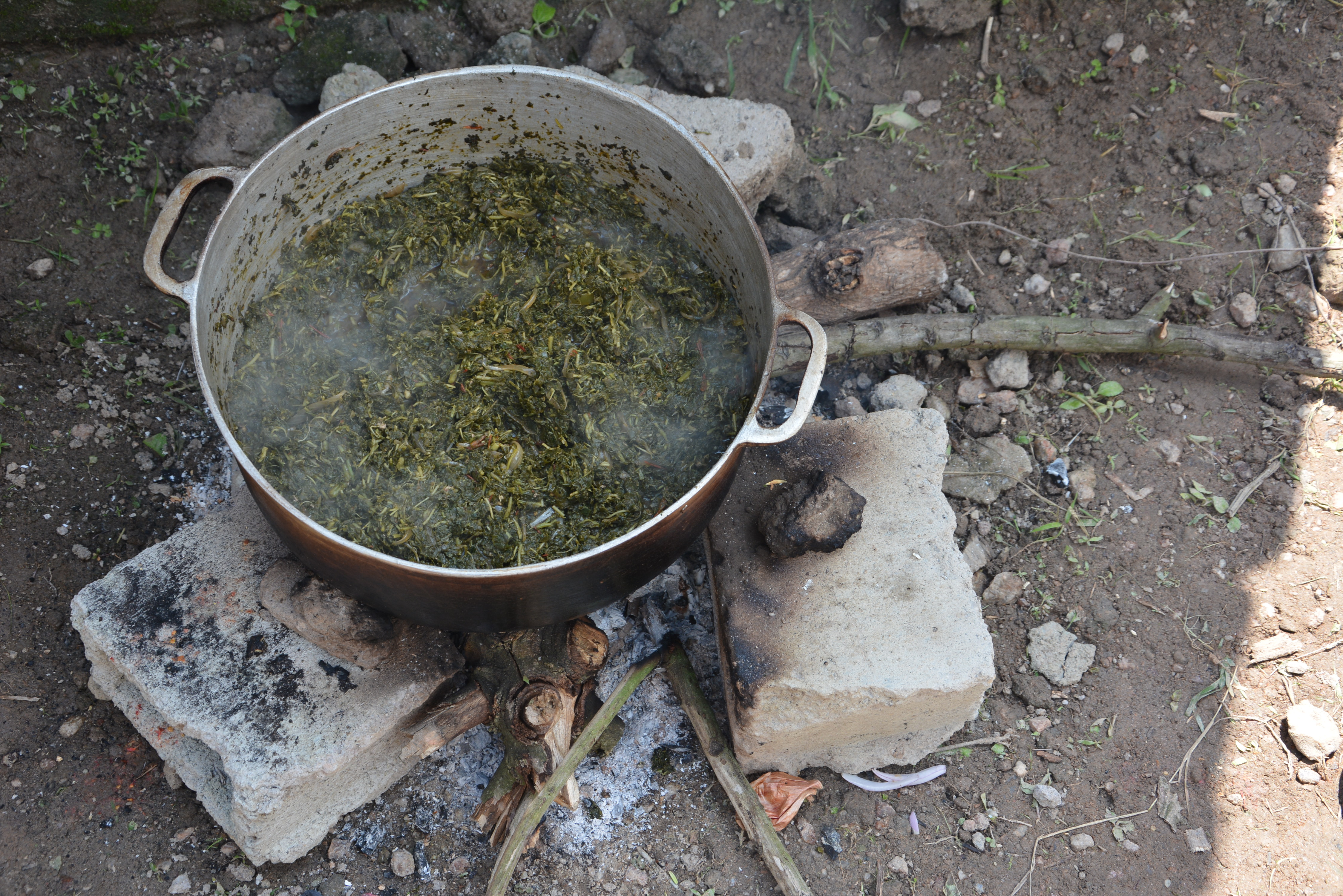
Приготування ндоле

Ндоле іноді порівнюють зі шпинатом через схожість кольору і текстури, але його приготування зовсім інше. Ця страва досить тривалої обробки і складна в приготуванні, проте дешева, і популярна — її смак дуже цінується камерунцями.
Ндоле готується із зеленого листя, двічі-тричі прокип'яченого у воді з кам'яною сіллю, щоб вони втратили гіркоту. У приготовлений продукт на основі пасти зі свіжого арахісу та подрібнених спецій додають заздалегідь приготовлене м'ясо шматочками, копчену рибу, свіжі або копчені креветки. Подається зі смаженими бананами, маніоком. Деякі сім'ї іммігрантів у Європі схильні їсти цю страву з азійським рисом, який не є традиційним інгредієнтом для цієї страви, оскільки рис не так поширений в Камеруні, як, наприклад, в азійських країнах.
На узбережжі ндоле також називають ндоле-міондо.

### Гастрономія
Ндоле присутній в африканській сімейній кухні, ресторанах; продається на ринках; популярний у стравах високої кухні. Так, знаменитий великий камерунський шеф-кухар Крістіан Абеган, колишній учень Кордон Блю в Парижі, визнаний шеф-кухар афро-карибської гастрономії та тренер Панафриканського шоу «Starchef», просуваючи багатства африканської гастрономії, має намір «залучити Африку до столу», і пропонує один з рецептів ндоле у своїй книзі «Африканська кулінарна спадщина».

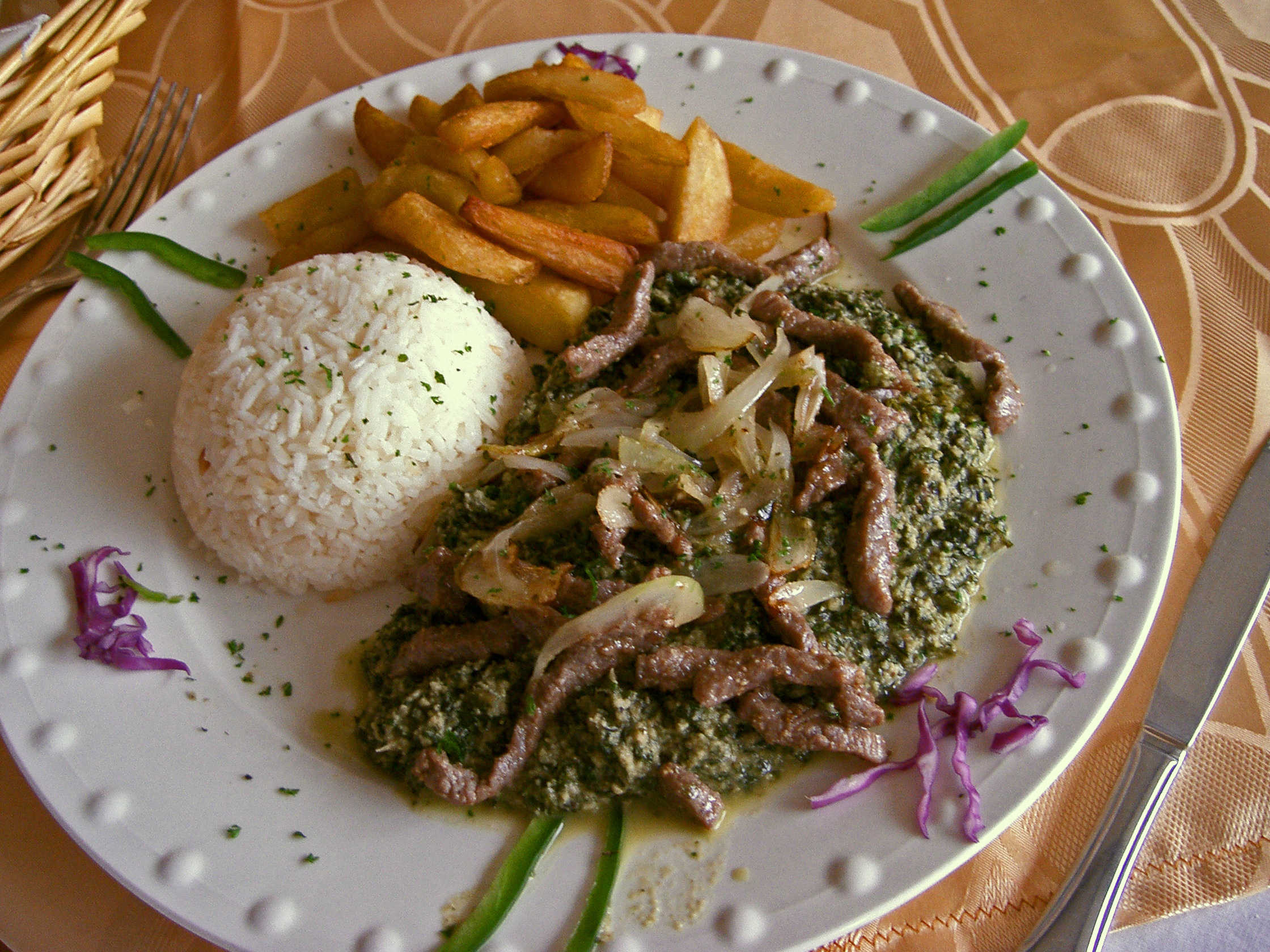
Камерунський ндоле
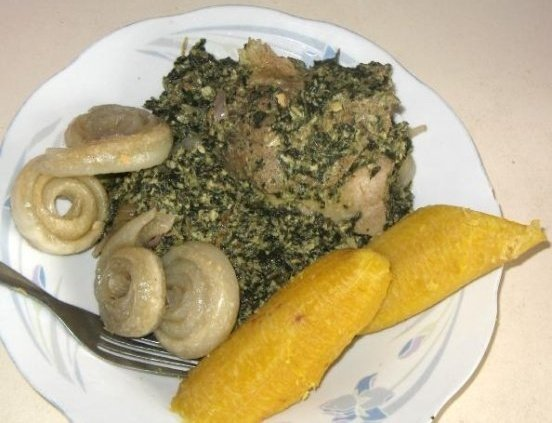
Тарілка ндоле
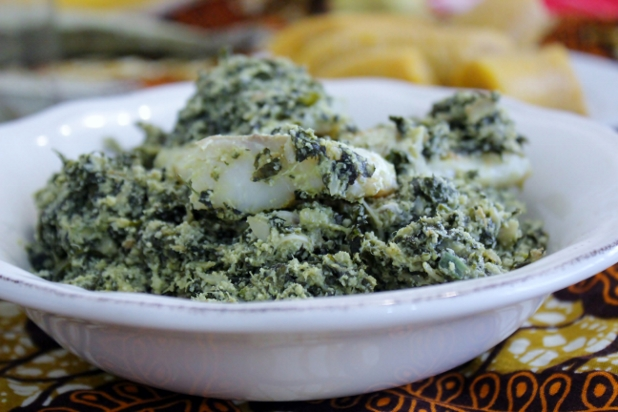
Ндоле з тріскою